# Peter Hochschorner
Peter Hochschorner (Bratislava, 7 de septiembre de 1979) es un deportista eslovaco que compitió en piragüismo en la modalidad de eslalon. Su hermano gemelo Pavol compitió en el mismo deporte.
Participó en cuatro Juegos Olímpicos de Verano, entre los años 2000 y 2012, obteniendo en total cuatro medallas: tres de oro (Sídney 2000, Atenas 2004 y Pekín 2008) y una de bronce (Londres 2012), todas en la prueba de C2 individual.
Ganó quince medallas en el Campeonato Mundial de Piragüismo en Eslalon entre los años 1999 y 2017, y dieciocho medallas en el Campeonato Europeo de Piragüismo en Eslalon entre los años 1998 y 2016.

## Palmarés internacional
| Juegos Olímpicos   | Juegos Olímpicos                     | Juegos Olímpicos  | Juegos Olímpicos |
| Año                | Lugar                                | Medalla           | Competición      |
| ------------------ | ------------------------------------ | ----------------- | ---------------- |
| 2000               | Sídney (Australia)                   | Medalla de oro    | C2 individual    |
| 2004               | Atenas (Grecia)                      | Medalla de oro    | C2 individual    |
| 2008               | Pekín (China)                        | Medalla de oro    | C2 individual    |
| 2012               | Londres (Reino Unido)                | Medalla de bronce | C2 individual    |
| Campeonato Mundial |                                      |                   |                  |
| Año                | Lugar                                | Medalla           | Competición      |
| 1999               | Seo de Urgel (España)                | Medalla de plata  | C2 por equipos   |
| 2002               | Bourg-Saint-Maurice (Francia)        | Medalla de oro    | C2 individual    |
| 2003               | Augsburgo (Alemania)                 | Medalla de bronce | C2 individual    |
| 2006               | Praga (República Checa)              | Medalla de bronce | C2 individual    |
| 2006               | Praga (República Checa)              | Medalla de bronce | C2 por equipos   |
| 2007               | Foz do Iguaçu (Brasil)               | Medalla de oro    | C2 individual    |
| 2007               | Foz do Iguaçu (Brasil)               | Medalla de bronce | C2 por equipos   |
| 2009               | Seo de Urgel (España)                | Medalla de oro    | C2 individual    |
| 2009               | Seo de Urgel (España)                | Medalla de oro    | C2 por equipos   |
| 2010               | Liubliana (Eslovenia)                | Medalla de oro    | C2 individual    |
| 2011               | Bratislava (Eslovaquia)              | Medalla de oro    | C2 individual    |
| 2011               | Bratislava (Eslovaquia)              | Medalla de plata  | C2 por equipos   |
| 2013               | Praga (República Checa)              | Medalla de plata  | C2 por equipos   |
| 2014               | Deep Creek (Estados Unidos)          | Medalla de plata  | C2 por equipos   |
| 2017               | Pau (Francia)                        | Medalla de bronce | C2 por equipos   |
| Campeonato Europeo |                                      |                   |                  |
| Año                | Lugar                                | Medalla           | Competición      |
| 1998               | Roudnice nad Labem (República Checa) | Medalla de oro    | C2 individual    |
| 1998               | Roudnice nad Labem (República Checa) | Medalla de plata  | C2 por equipos   |
| 2000               | Mezzana (Italia)                     | Medalla de oro    | C2 individual    |
| 2000               | Mezzana (Italia)                     | Medalla de plata  | C2 por equipos   |
| 2002               | Bratislava (Eslovaquia)              | Medalla de oro    | C2 individual    |
| 2002               | Bratislava (Eslovaquia)              | Medalla de oro    | C2 por equipos   |
| 2005               | Tacen (Eslovenia)                    | Medalla de oro    | C2 por equipos   |
| 2006               | L'Argentière-la-Bessée (Francia)     | Medalla de plata  | C2 individual    |
| 2007               | Liptovský Mikuláš (Eslovaquia)       | Medalla de bronce | C2 individual    |
| 2008               | Cracovia (Polonia)                   | Medalla de oro    | C2 individual    |
| 2008               | Cracovia (Polonia)                   | Medalla de bronce | C2 por equipos   |
| 2009               | Nottingham (Reino Unido)             | Medalla de oro    | C2 individual    |
| 2011               | Seo de Urgel (España)                | Medalla de oro    | C2 individual    |
| 2011               | Seo de Urgel (España)                | Medalla de bronce | C2 por equipos   |
| 2012               | Augsburgo (Alemania)                 | Medalla de plata  | C2 individual    |
| 2014               | Viena (Austria)                      | Medalla de oro    | C2 por equipos   |
| 2015               | Markkleeberg (Alemania)              | Medalla de oro    | C2 por equipos   |
| 2016               | Liptovský Mikuláš (Eslovaquia)       | Medalla de oro    | C2 por equipos   |